# Goshen (Kentucky)
|  | Dieser Artikel wurde aufgrund von inhaltlichen Mängeln auf der Qualitätssicherungsseite des Projektes USA eingetragen. Hilf mit, die Qualität dieses Artikels auf ein akzeptables Niveau zu bringen, und beteilige dich an der Diskussion! Eine nähere Beschreibung der zu behebenden Mängel fehlt. |

Goshen ist eine  Ortschaft im Oldham County im US-Bundesstaat Kentucky. Laut Volkszählung im Jahr 2020 hatte sie 892 Einwohner auf einer Fläche von 0,5 km². Die Bevölkerungsdichte liegt bei 1814 pro km².
Der Ort wurde 1990 die 7. Stadt des Countys. Seit 2003 gilt sie als Stadt 5. Ordnung.